# Бирюкова, Нина Юрьевна
Нина Юрьевна Бирюкова (1922—2013) — советский и российский учёный-искусствовед, литературовед и историк, доктор искусствоведения (1987), профессор (1991). Действительный член АХ СССР (1991). Заслуженный деятель искусств Российской Федерации (1998).

## Биография
Родилась 27 января 1922 года в Тбилиси.
С 1939 по 1941 и с 1944 по 1946 год обучалась на факультете живописи, с 1946 по 1951 год на факультете теории и истории искусств Ленинградского института живописи, скульптуры и архитектуры имени И. Е. Репина. С 1941 по 1944 год в период Великой Отечественной войны и Блокады Ленинграда проходила обучение в Горьковском педагогическом институте иностранных языков.
С 1951 года работала в Государственном Эрмитаже: с 1951 по 1970 год  в должности — научного сотрудника и с 1970 года — заведующая сектором западноевропейского прикладного искусства. С 1955 года помимо научной занималась и педагогической деятельностью: с 1955 по 1962 год преподавала в Ленинградском высшем художественно-промышленном училище имени В. И. Мухиной и одновременно с 1956 года преподавала в ЛИЖСА имени И. Е. Репина. Н. Ю. Бирюкова является автором таких произведений как: «Западноевропейское кружево в собрании Эрмитажа» (1959), «Французская фарфоровая пластика XVIII века» (1962), «Западноевропейские шпалеры в Эрмитаже» (1965), произведение было издано кроме русского и на немецком языке в Германии, «Западноевропейское прикладное искусство XVII—XVIII веков» (1972), «Западноевропейские набивные ткани XVI—XVIII веков» (1973), «Французские шпалеры конца XV—XX веков в собрании Эрмитажа» (1974), «Государственный Эрмитаж. Прикладное искусство» (1978, и переиздание в 1985 году), в 1978 году это произведение издано в Японии на японском языке, «Декоративное искусство в Эрмитаже» (1986), было издано на английском и немецком языках, «Западноевропейское прикладное искусство XV—XX веков» (1988), «Прикладное искусство Западной Европы и России» (1999), «Прикладное искусство Франции XVII—XVIII веков. Развитие и стиль» (2002), «Севрский фарфор XVIII века» (2005), «Эрмитаж глазами эрмитажника : недавнее прошлое» (2009).
В 1955 году Н. Ю. Бирюкова защитила диссертацию на соискание учёной степени кандидат искусствоведения по теме: «Французская фарфоровая пластика XVIII века», в 1987 году — доктор искусствоведения по теме: «Прикладное искусство Франции XVII—XVIII веков : Особенности формирования стиля». В 1991 году ей было присвоено учёное звание профессор. В 1991 году Н. Ю. Бирюкова была избрана действительным членом АХ СССР.
14 ноября 1998 года Указом Президента России «За заслуги в области искусства» Н. Ю. Бирюкова была удостоена почётного звания Заслуженный деятель искусств Российской Федерации.

## Награды
- Орден Дружбы народов (1981)[1]
- Серебряная медаль РАХ (2003)[1]

### Звания
- Заслуженный деятель искусств Российской Федерации (1998 — «За заслуги в области искусства»)[3]